# Antoine Méléro
Antoine Méléro, né le 27 avril 1929 à Mogador, au Maroc (Protectorat français au Maroc) et mort le 11 avril 2025 à Créteil, est un policier, agent des services secrets français puis détective privé et auteur de livres et témoignages historiques.

## Biographie
Antoine Méléro est un ancien sportif. il travaille ensuite dans la Police dès ses jeunes années. Il devient un des agents d'élite de cette dernière, dans laquelle il est entré en mars 1952.

### Missions en Tunisie
Antoine Méléro intègre en décembre 1952 l'organisation secrète de La Main rouge, sur laquelle il donne quelques précisions, en particulier sur son rôle personnel : « je participais, mais je ne mettais pas la main à la pâte, comme on dit ».
Le 5 décembre 1952, un guet-apens attend, dans la banlieue sud de Tunis, le syndicaliste Farhat Hached, contre qui des rafales de mitraillettes sont tirées d'une voiture qui s'enfuit. L'équipe chargée de l'assassiner a selon lui agi sur ordre : « Hached a bien été assassiné par La Main rouge qui avait reçu l'ordre de le faire. La Main rouge était une organisation dont l'État français se servait pour ne pas se mouiller. De toute façon, il fallait se débarrasser de Hached, d'une façon ou d'une autre », a-t-il déclaré plus tard. en 1997, Antoine Méléro  se présente par le truchement d’un pseudonyme, comme le chef du Service action du SDECE à Tunis à ce moment, tout en faisant un récit très précis du déroulement de l’attentat.
La Main rouge est alors un paravent du Service de documentation extérieure et de contre-espionnage (SDECE), qui est directement rattaché au cabinet du Président du Conseil, à Paris.
Le président de la République Vincent Auriol envoie le 6 décembre, lendemain du crime, une lettre à Antoine Pinay, le Président du Conseil pour demander de « punir avec rigueur » les coupables, et y écrit « On sait donc, en haut lieu, en Tunisie, qui est à la tête de ces commandos (...) j'ai l’impression que la police la connaît ». Alors à Paris, le Résident général Jean de Hauteclocque revient à Tunis et déclare à Éric Ollivier, ex-secrétaire de l'écrivain François Mauriac et envoyé spécial du quotidien Le Figaro en Tunisie, qu’il était au courant de l’assassinat en préparation. Et dans une réunion au Quai d’Orsay juste avant, Roger Seydoux, consul de France à New York, l'a entendu affirmer qu"il est non seulement informé mais a « donné sa bénédiction »,.

### Missions au Maroc
Au Maroc, où il revient après la Tunisie, il est soupçonné d'avoir été impliqué dans l'assassinat à Casablanca le 11 juin 1955 de l'industriel Jacques Lemaigre-Dubreuil, PDG de Lesieur (entreprise) et figure des libéraux du Maroc en tant qu'acquéreur du quotidien anticolonialiste Maroc-Presse. Une affaire très médiatisée sur laquelle avait déjà enquêté, les semaines précédentes, le patron de la SDT Roger Wybot en personne, qui s'était vu confier immédiatement  après le crime une nouvelle mission à Casablanca,.
Dans les mois qui suivent, Antoine Méléro suit discrètement le truand Jo Attia, sans l'assister directement, lors d'un autre attentat risqué, raté cette fois, contre Allal el Fassi, imposé par le gouvernement à Henri Fille-Lambie, chef du service Action du SDECE . Jo Attia est arrêté après l'attentat raté, à Tétouan et placé en détention préventive dans la Zone internationale de Tanger.

### Enquêtes et révélations en France
Antoine Méléro ne sera arrêté que lors de son retour en France, notamment lors de l'enquête sur l'assassinat de Jacques Lemaigre Dubreuil, qui rebondit le 7 mars 1958. Les révélations de Robert Gabey, ex-chroniqueur de l'hebdomadaire marocain Zadig, qui avait appelé à éliminer Jacques Lemaigre-Dubreuil, entrainent la mise en examen d'Antoine Melero.
Il n'est libéré qu'une semaine plus tard, son avocat Biaggi ayant fait valoir le décret d'amnistie pris par le sultan du Maroc à son retour au pouvoir en novembre 1955, pour tous les crimes politiques remontant jusqu'au mois d'août 1953.
Antoine Méléro reste cependant en liberté provisoire, car impliqué à Toulon dans une affaire de proxénétisme. Il est aussi cité dans l'enquête sur le meurtre d'un policier au cours de l'assassinat manqué de Pierre Mendès-France le 17 avril 1956 au Maroc, car il a ensuite kidnappé à l'hôpital un des trois auteurs de cette tentative, blessé pendant l'attaque, à laquelle a participé aussi son ami Bob Denard, qui passe 18 mois en prison pour cette affaire.
Les magistrats replacent Antoine Méléro sous les verrous en mai 1958, cinq jours avant les événements politiques du 13 mai, car Louis Damiani renouvelle contre lui des accusations précises, recoupant celles de 4 autres témoins, dont trois policiers l'accusant d'avoir été au volant d'une des voitures convoyant les assassins de Jacques Lemaigre Dubreuil.
Il a cependant bénéficié d'un non-lieu en 1964. La police le révoque en 1965 en raison d'une caricature du général De Gaulle, publiée dans son journal Pieds-noirs.

### Détective privé et conseiller en sécurité
Antoine Méléro s'est au début des années 1970 reconverti comme agent de sécurité de certains hommes politiques. Avec son ami André Quattri, l'ex-policier révoqué fait partie de ceux qui, à partir 1974, « recrutaient dans les salles de sport des gens plus ou moins repris de justice pour assurer la protection des personnalités pendant les campagnes électorales ».
Il s'est aussi à la même époque reconverti comme conseiller juridique puis comme détective privé avec des bureaux à la Bastille à Paris. L'agence de police privée qu'il a fondée est baptisée « cabinet Martini ». Antoine Méléro est notamment chargé par l'avocat de Jean-Marie Le Pen d'enquêter sur l'attentat qui a détruit l'appartement familial des Le Pen, en 1979, à Paris. Il parvient à identifier le poseur de la bombe et découvrir qu'il s'agissait d'une affaire de vengeance après un héritage, ce qu'il raconte lors d'une enquête menée par France 2 en 2017.
Il a participé à la campagne de l'élection présidentielle française de 1981 en soutenant François Mitterrand, car ce dernier était selon lui favorable à l'amnistie des « soldats perdus ». En 1982, à l'âge de 53 ans, il a été réintégré dans la police à la faveur de la loi d'amnistie, avec ses droits à la retraite.
Mais il est l'année suivante poursuivi par la justice. Car il avait aussi été chargé dans les années 1970 par l'avocat d'un industriel, Claude Dalle Nogare, de sa sécurité. Après le divorce de l'industriel, il était devenu à l'été 1973 l'amant de son ex-épouse Lola di Paco, qu'il était aussi chargé de protéger. Huit ans et demi après, le 18 février 1983, la cour d'assises de Paris enquête sur ce « dossier ténébreux », dans lequel il est « inculpé de complicité de tentative d'assassinat » car l'industriel a reçu le 29 août 1974 quatre balles de gros calibre à Paris. Il apparait alors dans la presse comme « l'ancien policier surnommé le roi du non-lieu » mais aussi comme un prestataire de services rendus à la police « dont il fut un informateur dévoué ».

### Témoignages pour l'histoire
En 1997, il publie ses mémoires aux éditions du Rocher, avec le journaliste et écrivain Jean-Emile Néaumet (Nicolas Gauthier), auteur d'une quinzaine de documents et de romans et devient ainsi un des biographes de l'organisation terroriste de  La Main rouge,. L’auteur s’y met en scène sous le pseudonyme de « Jean-Pierre ». Le livre a la préface de Jacques Derogy, journaliste d'investigation réputé.
Il intervient plusieurs fois dans les médias les années suivantes. En décembre 2002, dans le numéro 2187 du magazine Jeune Afrique, il affirme que c’est bien son organisation secrète qui a assassiné de rafales de mitraillettes le leader syndical tunisien Farhat Hached en cet hiver 1952. « Hached a bien été assassiné par la Main Rouge, qui (en) avait reçu l’ordre (…). La MR était une organisation dont l’État français se servait pour ne pas se mouiller », disait-il.

### Conflit avec la famille Hached
Le 16 mars 2010, la famille de Farhat Hached, la Ligue des droits de l'homme et la Fédération internationale pour les droits humains portent plainte contre lui au tribunal de grande instance de Paris pour apologie de crime de guerre, en raison de ses déclarations, diffusées par la chaîne de télévision Al Jazeera le 18 décembre 2009.
Interrogé dans cette émission sur l'assassinat le 5 décembre 1952  par la Main rouge du secrétaire général de l'Union générale tunisienne du travail Farhat Hached, Antoine Méléro a souligné que « c'était un groupe, il y avait un commissaire de police dans cette affaire-là... » et approuvé l'opération en ces termes : « Moi, je la trouve légitime, si c'était à refaire, je referais », en rappelant que l'ordre venait du Président du Conseil.
Rencontré à Paris par Le Monde peu après, il ne dément pas les propos incriminés mais s'emporte en soulignant que ce délit est « prescrit, totalement prescrit » et qu'il « n'y avait pas de guerre en Tunisie ni au Maroc d'ailleurs ».
Selon lui, la Main rouge aurait commis une quarantaine d'attentats en Tunisie. « Nous étions une vingtaine de gars sûrs », explique-t-il, « avec des spécialistes du renseignement, une équipe de protection et le Service Action, chargés des opérations Homo décidées à Matignon. J'ai commencé en Afrique du Nord, avant d'agir plus largement quand cela bardait en Algérie ».

### Documents radiophoniques
- Antoine Méléro, la face obscure des services secrets français (France Inter 2024).